# Байтбридж
Байтбридж (англ. Beitbridge) — город на юге Зимбабве, на территории провинции Южный Матабелеленд.

## География
Расположен в 321 км к юго-востоку от Булавайо и в 584 км к юго-западу от Хараре, на берегу реки Лимпопо на границе с ЮАР. Абсолютная высота — 467 метров над уровнем моря.
На противоположном берегу Лимпопо находится южноафриканский городок с таким же названием — Байтбридж (ЮАР).

## Население
По данным на 2013 год численность населения составляет 38 945 человек.
Динамика численности населения города по годам:
| 1992   | 2002   | 2013   |
| ------ | ------ | ------ |
| 11 596 | 22 387 | 38 945 |

## Транспорт
Здесь в 1929 году британско-южноафриканский предприниматель Альфред Бейт, в честь которого назван Байтбридж, построил через реку Лимпопо Мост Альфреда Бейта. По этому мосту проходил альтернативный маршрут трансафриканского Шоссе Каир-Кейптаун. Поскольку мост вскоре перестал справляться с возросшим потоком автомобилей, рядом с ним в 1995 году был построен новый мост, позволивший значительно увеличить движение. Старый мост сегодня используется только как железнодорожный. На южноафриканской стороне сразу от границы начинается Трасса N1, соединяющая границу страны с такими экономическими центрами как Претория (463 км) и Йоханнесбург (521 км).